# Wet Blanket Policy
Pour plus de détails, voir Fiche technique et Distribution.
Wet Blanket Policy est un court métrage d'animation américain, de la série Woody Woodpecker, réalisé par Dick Lundy, sorti en 1948. Le film fut nommé aux Oscars dans la catégorie Oscar de la meilleure chanson originale.

## Fiche technique
- Titre français : Wet Blanket Policy
- Réalisation : Dick Lundy
- Scénario : Heck Allen et Ben Hardaway
- Musique : Darrell Calker
- Production : Walter Lantz
- Pays d'origine :  États-Unis
- Format : Couleurs - 1,37:1 - Mono
- Genre : Film d'animation, Court métrage
- Durée : 6 minutes
- Date de sortie : 1948

## Voix originales
- Gloria Wood
- Harry Babbitt